# Melinoides reversa
Melinoides reversa är en fjärilsart som beskrevs av W. Warren 1907. Melinoides reversa ingår i släktet Melinoides och familjen mätare. Inga underarter finns listade i Catalogue of Life.